# Angelina Jaffe
Angelina Jaffe Carbonell es una abogada venezolana. En 2019 fue designada por la Asamblea Nacional como embajadora de Venezuela en Luxemburgo.

## Carrera
Jaffe es abogada egresada de la Universidad Central de Venezuela y obtuvo tanto una maestría como un doctorado en derecho en la Universidad de París I. Ha sido investigadora de la Universidad Simón Bolívar y del Instituto de Estudios Avanzados, además de directora de la Academia Diplomática Pedro Gual.
En 1995 recibió el Premio Nacional de la Academia de Ciencias Políticas y Sociales.
Angelina también ha sido profesora de derecho internacional público, asesora de la Comisión Presidencial de Negociación con Colombia y directora académica del centro de estudios estratégicos y de relaciones internacionales de la Universidad Metropolitana. Ha realizado publicaciones relacionadas con derecho internacional público, la jurisprudencia internacional, el derecho del mar, derechos humanos y la justicia penal internacional.
Durante la crisis presidencial de Venezuela, el 19 de febrero de 2019, fue designada por la Asamblea Nacional como embajadora de Venezuela en Luxemburgo.